# Mehmet Ali Şahin
Mehmet Ali Şahin (Ovacık, Karabük; 16 september 1950) is een Turks politicus en de 24e voorzitter van het parlement van Turkije en opvolger van partijgenoot Köksal Toptan. Hij is afgevaardigde uit Antalya voor de Gerechtigheids- en Ontwikkelingspartij. Hij diende eerder als vicepremier, minister van Justitie en minister van Sport. Hij is op 19 augustus 2014 gestorven..

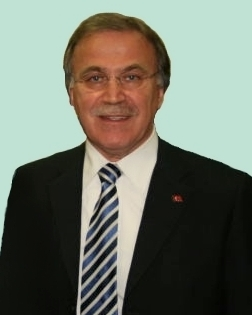
Mehmet Ali Şahin

Şahin is advocaat en afgestudeerde van de Universiteit van Istanboel Faculteit der Rechtsgeleerdheid. Hij was betrokken bij de regionale politiek van Fatih, Istanboel. 
Op 5 augustus 2009 werd hij in de derde ronde gekozen als voorzitter van de Grote Nationale Assemblee van Turkije. 
Şahin is getrouwd en heeft vier kinderen.